# Phill Niblock
Phill Niblock (2. října 1933 – 8. leden 2024) byl americký hudební skladatel, experimentální filmový režisér a fotograf.

## Životopis
Narodil se v Andersonu v Indianě, studoval ekonomii na Indianské univerzitě, a od roku 1958 působil v New Yorku, kde se věnoval fotografování (mj. hudebníků) a natáčení krátkých experimentálních filmů. Hudbě se začal věnovat v roce 1968 bez jakéhokoliv vzdělání. Pracoval s minimalistickou hudbou, jeho skladby bývaly dlouhé, využívaly prodlevy (drone), často atonální ladění. Má na kontě desítky alb, jeho hudbu hráli například Thurston Moore a Lee Ranaldo ze Sonic Youth, David Soldier a Soldier String Quartet, violoncellista David Gibson, Ulrich Krieger, a Susan Stenger a Robert Poss, členové kapely Band of Susans. Několik jeho děl v premiéře dirigoval Petr Kotík. V roce 2014 obdržel Cenu Johna Cage.